# Obesitat
L'obesitat, o adiposi, és la condició del cos en la qual la quantitat de greix acumulat comporta risc per la salut, reduint l'esperança de vida de l'individu. Al llarg de la història la delimitació del concepte d'obesitat ha anat canviant: algunes cultures i religions la consideraven com un signe de riquesa i felicitat i no la tenien com una amenaça per la salut.
D'altra banda algunes ètnies, com per exemple els polinesis, tenen gran propensió a l'obesitat mentre que en altres com la xinesa gairebé mai tenen aquesta condició.
La cultura recent dels països occidentals ha presentat com a model més desitjable la de la figura humana prima i aquest concepte s'ha difós àmpliament en totes les arts i la publicitat i ha provocant uns efectes psicològics adversos en les persones amb sobrepès o obeses. Han aparegut associacions d'obesos que han reaccionat contra el que consideren una pressió contra la seva condició i reivindiquen la normalitat de l'obesitat.
La incidència del sobrepès i l'obesitat sobre la població mundial ha registrat un fort augment a partir de la dècada dels 80 del segle xx i es considera, per exemple als Estats Units, com el perill més greu per la salut dels ciutadans.

## Origen
Sabem amb certesa que la ingesta excessiva d'aliments provoca aquesta malaltia. Però realment té un origen, i no ha sigut aquest el motiu que provoca la malaltia des dels nostres inicis.
L'estil de vida que tenien els nostres avantpassats, com els australopitecs, els neandertals o els primers Homo Sapiens, nosaltres no el tenim. El fet que aquests necessitessin caçar, construir cabanes constantment i ser nòmades, els obligava a tenir un bon físic i no patir cap malaltia de pes. A més a més, la ingesta calòrica i la dieta eren totalment diferents en l'actualitat. Però, realment, hi ha una raó clara a la història de per què nosaltres no hem mantingut uns trets físics similars, parlant sobre musculatura, als nostres avantpassats. L'obesitat, senzillament, es deu a causa que la nostra intel·ligència, a l'haver evolucionat, ens ha fet ser independents de l'entorn i no necessitar mantenir la manera de viure dels nostres avantpassats. És a dir, ens hem convertit en Homo Sapiens autodomesticats que voluntàriament s'han engabiat i han permès la decisió de perviure amb un estil de vida sedentari, en comparació amb el dels anteriors Homo Sapiens.
Aquesta és la principal arrel d'aquest problema, d'haver passat de ser animals lliures a domesticar-nos sent conscients d'això; no és cap imperfecció del cos ni cap error genètic.

## Característiques
L'obesitat consisteix en l'acumulació excessiva de greix o sobrepès superior al 40% del límit aconsellat segons l'alçada que tingui la persona. Des d'un punt de vista psiquiàtric, les persones afectades d'obesitat solen ser esclaves de la bàscula i del mirall, amb dificultat en diferenciar la gana de certes emocions, com la tristesa, la frustració, l'ansietat o l'estrès. Solen tenir incapacitat per a frenar la seva voracitat i per a sentir-se tipes.

## Índex de massa corporal

Taula de pesos i alçades.

Entre els instruments més utilitzats per determinar el grau d'excés de pes hi ha l'anomenat índex de massa corporal (IMC) proposat pel matemàtic Adolphe Quételet durant el segle xix.
L'IMC es calcula dividint el pes en kg pel quadrat de l'alçada en metres.
L'actual definició comunament en ús estableix els següents valors, acordats en 1997 i publicats en 2000: IMC menys de 18,5 és per sota del pes normal.
- IMC d'18,5-24,9 és pes normal.
- IMC d'25,0-29,9 és sobrepès.
- IMC d'30,0-39,9 és obesitat.
- IMC de 40,0 o major i és obesitat severa (o mòrbida).
- IMC de 35,0 o major en la presència d'almenys una altra morbiditat significativa és també classificada per algunes persones com obesitat mòrbida.[4][5]

En un marc clínic, els metges tenen en compte la raça, l'ètnia, la massa magra (musculars), edat, sexe i altres factors dels quals poden infectar la interpretació de l'índex de massa corporal. L'IMC sobreestima el greix corporal en persones molt musculoses i el greix corporal pot ser subestimat en persones que han perdut massa corporal (molts ancians). L'obesitat lleu com és definida segons l'IMC, no és un factor de risc cardiovascular i, per tant, l'IMC no pot ser usat com un únic predictor clínic i epidemiològic de la salut cardiovascular.

### Circumferència de cintura
L'IMC no té en compte les diferències entre els teixit adipós i teixit magre; tampoc no distingeix entre les diferents formes d'adipositat, algunes de les quals poden estar associades de forma més estreta amb el risc cardiovascular.
Un millor coneixement de la biologia del teixit adipós ha mostrat que el greix visceral o obesitat central (obesitat tipus masculina o tipus «poma») té una vinculació amb la malaltia cardiovascular, que només amb l'IMC.
La circumferència de cintura absoluta (> 102 cm en homes i > 88 cm en dones) o l'índex cintura-maluc (> 0,9 per a homes i > 0,85 per a dones) són utilitzats com a mesures d'obesitat central.
En una mostra de gairebé 15.000 subjectes de l'estudi National Health and Nutrition Examination Survey (NHANES) III, la circumferències de cintura va explicar significativament millor que l'IMC els factors de risc per a la salut relacionats amb l'obesitat que quan la síndrome metabòlica va ser presa com a mesura.

### Greix corporal
Una via alternativa per a determinar l'obesitat és mesurar el percentatge de greix corporal. Metges i científics generalment estan d'acord que un home amb més del 25% de greix corporal i una dona amb més de 30% de greix corporal són obesos.
Tanmateix, és difícil mesurar el greix corporal de forma precisa. El mètode més acceptat ha estat pesar a les persones sota l'aigua, però és un procediment limitat a laboratoris amb equipaments especials. Els mètodes més simples per mesurar el greix corporal són el mètode dels plecs cutanis, en el qual un pessic de pell és mesurat exactament per determinar el gruix de la capa de greix subcutani; o l'anàlisi d'impedància bioelèctrica, normalment duta a terme per especialistes clínics. El seu ús rutinari és desaconsellat. Altres mesures de greix corporal inclouen la tomografia computada, la ressonància magnètica i l'absorciometria de raigs X d'energia dual.

### Factors de risc i morbiditat associades
La presència de factors de risc i malaltia associats amb l'obesitat també són usats per a establir un diagnòstic clínic. La coronariopatia, la diabetis tipus 2 i l'apnea del son són factors de risc que constitueixen un perill per a la vida que podria indicar un tractament clínic per l'obesitat. Hàbit tabàquic, hipertensió, edat i història familiar són altres factors de risc que podrien indicar tractament.

## Efecte sobre la salut
Un gran nombre de condicions mèdiques han estat associades amb l'obesitat. Les conseqüències sobre la salut estan categoritzades com el resultat d'un increment de la massa adiposa (artrosi, apnea del son, estigma social) o un increment en el nombre de cèl·lules grasses (diabetis, càncer, malalties cardiovasculars, fetge gras no alcohòlic). La mortalitat està incrementada amb l'obesitat, amb un IMC major de 32 estan associats amb un doble risc de mort. existeixen alteracions en la resposta de l'organisme a la insulina (resistència a la insulina), un estat pro inflamatori i una tendència incrementada a la trombosi (estat pro trombòtiques).
L'associació d'altres malalties pot ser dependent o independent de la distribució del teixit adipós. L'obesitat central (tipus masculí o obesitat de cintura predominantment, caracteritzada per un radi cintura maluc alt), és un factor de risc important per a la síndrome metabòlica, el cúmul d'un nombre de malalties i factors de risc que predisposen fortament per la malaltia cardiovascular. Aquests són diabetis mellitus tipus 2, hipertensió arterial, nivells alts de colesterol i triglicèrids a la sang (hiperlipidèmia combinada).
A més de la síndrome metabòlica, l'obesitat és també correlacionada amb una varietat d'altres complicacions. Per algunes d'aquestes malalties, ens ha estat establert clarament fins a quin punt són causades directament per l'obesitat com a tal o si tenen altra causa (tal com el sedentarisme) que també causa obesitat.
- Cardiovascular: Insuficiència cardíaca congestiva, cor augmentat de mida i les arrítmies i marejos associats, cor pulmonar, varius i embolisme pulmonar.
- Endocrí: síndrome de l'ovari poliquístic, trastorns menstruals i infertilitat.[14]
- Gastrointestinal: malaltia per reflux gastroesofàgic, fetge gras, colelitiasi, hèrnia i càncer colorectal.
- Renal i genito-urinari: disfunció erèctil,[15] incontinència urinària, insuficiència renal crònica,[16] hipogonadisme (homes), càncer mamari (dones), càncer uterí (dones), mort fetal intrauterina.
- Sistema integumentari (pell i apèndixs): estries, acantosi nigricans, limfedema, cel·lulitis, furóncols, intertrigen.
- Múscul esquelètic: hiperuricèmia (que predisposa a la gota), pèrdua de la mobilitat, artrosi, mal d'esquena.
- Neurològic: accident vascular cerebral, meràlgia parestèsica, maldecap, síndrome del túnel del carp, demència,[17] hipertensió intracranial idiopàtica.
- Respiratori: dispnea, apnea obstructiva del son, hipoventilació, síndrome de Pickwick, asma.
- Psicològic: depressió, trastorn de cos dismòrfic, estigmatització social. Solen tenir sentiments de culpa, una autocrítica mordaç i una autoestima minvada i autodestructiva. Menyspreen la seva imatge corporal i la d'elles mateixes com a persones, podent sentir odi i fàstic cap a elles mateixes.[18]

Mentre que ser severament obès té moltes complicacions de salut, aquells qui tenen sobrepès enfronten un petit increment en la mortalitat o morbiditat. Se sap que l'osteoporosi ocorre menys en persones lleugerament obeses.

## Causa i mecanismes
En síntesi les principals causes són:
- Metabolisme desequilibrat: La gestió dels nutrients ingerits es va deteriorant, sovint per excessos, i porta a una acumulació innecessària de greix.
- Manca de suficient exercici: Un elevat metabolisme basal contribueixi a consumir calories i mantenir la salut.
- Predisposició genètica: Hi ha una alta correlació entre obesitat de pares i fills.
- Determinades malalties, com l'hipotiroïdisme.
- Ansietat, que causa trastorns nutritius.

Si s'ingereix més quantitat d'energia de la necessària aquesta s'acumula en forma de greix. Si es consumeix més energia de la necessària s'utilitza el greix com a energia. Pel que l'obesitat es produeix per excés d'energia, com a resultat de les alteracions en l'equilibri d'entrada / sortida d'energia. Com a conseqüència es poden produir diverses complicacions, com són la hipertensió arterial, la diabetis mellitus tipus 2 i les malalties coronàries.
L'herència té un paper important, tant que de pares obesos el risc de patir obesitat per a un nen és 10 vegades superior al normal. En part és degut a tendències metabòliques d'acumulació de greix, però en part es deu al fet que els hàbits culturals alimentaris i sedentaris contribueixen a repetir els patrons d'obesitat de pares a fills.
Una altra part dels obesos ho són per malalties hormonals o endocrines, i poden ser solucionats mitjançant un correcte diagnòstic i tractament especialitzat.

### Estil de vida
La majoria dels investigadors han conclòs que la combinació d'un consum excessiu de nutrients i l'estil de vida sedentària són la principal causa de les ràpida acceleració de l'obesitat en la societat occidental en el darrer quart del segle xx.
Tot i l'àmplia disponibilitat d'informació nutricional en escoles, consultoris, Internet i botigues de comestibles, és evident que l'excés en el consum continua sent un problema substancial. Per exemple, la confiança en el menjar ràpid dens en energia, s'ha triplicat entre 1977 i 1995, i el consum de calories s'ha quadruplicat en el mateix període.
Tanmateix, el consum d'aliment per si mateix és insuficient per explicar l'increment fenomenal en els nivells d'obesitat en el món industrialitzat durant els anys recents. Un increment en l'estil de vida sedentària també té un paper significatiu. La recerca en obesitat infantil relaciona la falta d'activitat física a l'escola amb els nivells actuals elevats d'aquesta malaltia.
Altres qüestions sobre l'estil de vida com l'estrès mental i el son insuficient poden influir sobre l'obesitat, si bé no estan totalment confirmades.

### Genètica
Com amb moltes condicions mèdiques, el desequilibri calòric que resulta en obesitat freqüentment es desenvolupa a partir de la combinació de factors genètics i ambientals. El polimorfisme en diversos gens que controlen la sensació de gana, el metabolisme i la integració d'adipoquina, predisposen a l'obesitat, però la condició requereix la disponibilitat de suficients calories i possiblement altres factors per desenvolupar completament. Diverses condicions genètiques que tenen com a tret l'obesitat, han estat identificades (com la síndrome de Prader-Willi, la síndrome de Bardet-Biedl, síndrome de MOMO, mutacions en els receptors de leptina i melanocortina), però mutacions senzilles en locus només han estat trobades en el 5% dels individus obesos. Si bé es pensa que una llarga proporció dels gens causants estan encara sense identificar, per a la majoria l'obesitat és probablement el resultat d'interaccions entre múltiples gens on factors no genètics també són probablement importants.
Un estudi de 2007 va identificar bastants mutacions comuns en el gen FTO; els heterozigots van tenir un risc d'obesitat 30% més, mentre que els homozigots van tenir un increment en el risc d'un 70%.
A nivell poblacional, la hipòtesi del gen estalviador, que postula que certs grups ètnics poden ser més propensos a l'obesitat que altres i l'habilitat de prendre avantatge de rars períodes d'abundància yy usar aquesta abundància per emmagatzemar energia eficientment, poden haver estat un avantatge evolutiva, en temps quan el menjar era escàs. Individus amb reserves adiposes grans, tenien més possibilitats de sobreviure a la fam. Aquesta tendència a emmagatzemar greixos és probablement una inadaptació en una societat amb un abastament estable d'aliments.

### Malalties mèdiques
Certes malalties físiques i mentals i en particular substàncies farmacèutiques poden predisposar a l'obesitat.
A banda del fet que corregint aquestes situacions es pot millorar l'obesitat, la presència d'un increment en el pes corporal pot complicar el maneig d'altres.
Les malalties mèdiques que incrementen el risc d'obesitat inclouen diverses síndromes congènites rares, hipotiroïdisme, síndrome de Cushing, deficiència de l'hormona de creixement.
Deixar de fumar és una causa coneguda de guany de pes moderat, ja que la nicotina suprimeix la gana. Certs tractaments mèdics (esteroides, antipsicòtics atípics, algunes drogues per a la fertilitat) poden causar guany de pes.
La malaltia mental també pot incrementar el risc d'obesitat, especialment alguns trastorns alimentaris com bulímia nerviosa i consum compulsiu (també conegut com a addicció als aliments).

### Mecanismes neurobiològics
Flier resumeix els molts possibles mecanismes fisiopatològics involucrats en el desenvolupament i manteniment de l'obesitat.
Aquest camp d'investigació ha estat gairebé inabastable fins que les leptina van ser descobertes el 1994.
Des d'aquest descobriment, molts altres mecanismes hormonals que participen en la regulació de la gana i el consum d'aliments, en patrons d'emmagatzematge en el teixit adipós i en el desenvolupament de resistència a la insulina, han estat de dilucidar.
Des del descobriment de la leptina, la grelina, l'orexina, PYY 3-36, colecistoquinina, adiponectina i molts altres mediadors han estat estudiats. Les adipoquines són mediadors produïts pel teixit adipós; es pensa que la seva acció i modificar moltes malalties relacionades amb l'obesitat.
Les leptina i grelinas són considerades complementàries a la seva influència sobre la gana, les grelines produïdes per l'estómac, modulen el control de la gana a curt termini (per menjar quan l'estómac està buit i per aturar amb l'estómac està ple). La leptina és produïda pel teixit adipós per senyalitzar les reserves de greix emmagatzemades en l'organisme i mitjançar el control de la gana a llarg termini (per menjar més quan les reserves de greix estan baixes i menys al de les reserves de greix són altes). Encara que l'administració de leptina pot ser efectiva en un petit grup de subjectes obesos qui són deficients de leptina, molts més individus obesos semblen ser resistents a la leptina. Aquesta resistència explica en part perquè l'administració de leptina no ha mostrat ser eficient en suprimir la gana en la majoria dels subjectes obesos.
Mentre que la leptina i la grelina són produïdes perifèricament, aquestes controlen la gana a través de les seves accions sobre sistema nerviós central. En particular, aquestes i altres hormones relacionades amb la gana actuen sobre l'hipotàlem, una regió del cervell, central en la regulació del consum d'aliments i la despesa d'energia. Hi ha diversos cercles dins de l'hipotàlem, que contribueixen amb aquest rol d'integració de la gana, sent la via de la melanocortina la millor compresa. El circuit comença com una àrea de l'hipotàlem, el nucli arcuato, que té sortides a l'hipotàlem lateral (HL) i ventromedial (HVM), els centres de l'alimentació i la sacietat en el cervell respectivament.
El nucli arcuato conté dos grups diferents de neurones. El primer grup coexpresa neuropèptid I (NPY) i el pèptid relacionat agouti (AgRP) i rep senyals estimulatorias de l'hipotàlem lateral i senyals inhibitòries l'hipotàlem ventromedial. El segon grup coexpresa proopiomelanocortina (POMC) i transcrits regulats per cocaïna i amfetamina (CART) i rep senyals estimulatorias l'hipotàlem ventromedial i senyals inhibitòries de l'hipotàlem lateral.
Conseqüentment, les neurones NPY / AgRP estimulen l'alimentació i inhibeixen la sacietat, mentre que les neuronasPOMC / CART, estimula la sacietat i inhibeixen l'alimentació. Ambdós grups de neurones del nucli arcuato són regulades en part per la leptina. La leptina inhibeix el grup NPY / AgRP, mentre que estimula el grup POMC / CART. Per tant, una deficiència en la senyalització per leptina, via deficiència de leptina o resistència a la leptina, condueix a una sobrealimentació i pot donar compte per algunes formes d'obesitat genètica i adquirida 

### Aspectes microbiològics
El rol dels bacteris que colonitzen el tracte digestiu en el desenvolupament de l'obesitat ha començat a ser recentment objecte d'investigació. Els bacteris participen en la digestió (especialment d'àcids grassos i polisacàrids) i alteracions en la proporció 10 cintes particulars a la i dies pot explicar per què certes persones són més propenses a guanyar pes que d'altres.
Al tracte digestiu humà, els bacteris generalment són membres del tall dels bacteroides o dels firmicutes. A la gent obesa, hi ha una abundància relativa de firmicutes (els quals causen una absorció d'energia relativament alta), la qual cosa és restaurat per la pèrdua de pes. A partir d'aquests resultats no es pot concloure a un i aquest desequilibri és la causa de l'obesitat o és un efecte.

### Determinants socials
Alguns cofactors de l'obesitat, són resistents a la teoria que l'epidèmia és un nou fenomen. En particular, un cofactor de classe que de forma consistent apareix a través de molts estudis. Comparant el patrimoni net, amb l'índex de massa corporal, un estudi de 2004 trobar que subjectes americans obesos són la meitat de rics que els prims.
Quan diferencials en l'ingrés van ser comparats, la inequitat persistir, els subjectes prims van ser per herència més rics que els obesos. Una taxa major d'un baix nivell d'educació i tendències a dependre de menjars ràpids barats és vist com una raó per la qual aquests resultats són tan diferents. Un altre estudi va trobar que les dones que es casaven dins d'un estatus més alt són de forma predictible més primes que les dones les que es casen dins d'un estatus més baix.
Un estudi de 2007, de 32.500 nens de la cohort original de l'estudi Framingham, seguits per 32 anys van indicar que l'IMC canvia a amics, germans o marits sense importar la distància geogràfica. L'associació va ser més forta entre amics mutus i menor entre germans i marits (encara que aquestes diferències no van ser estadísticament significatives). Els autors van concloure a partir d'aquests resultats que l'acceptació de la massa corporal té un paper important en els canvis de la talla corporal.

## Cercant l'equilibri
Se sap que cada 250 grams de greix equivalen a 2.250 calories, o sigui, cada gram de greix equival a 9 kcal. Si existeix un excés de greix corporal, s'ha de calcular l'energia (mesura en calories) que representen i disminuir en la ingesta alimentària durant un període adequat.
Un mètode es basa a estimar l'aportació d'energia de la dieta (energia de metabolització) a partir del seu contingut en macronutrients (i d'etanol, en el cas d'incloure begudes alcohòliques). Aquesta energia de metabolització es calcula a partir dels factors de Atwater, que només són vàlids per a la dieta i no per aliments particulars. Aquests factors es recullen a la taula següent: 
| Nutrient / compost | Energia (kcal/g) |
| ------------------ | ---------------- |
| Greix              | 9,0              |
| Alcohol            | 7,0              |
| Proteïna           | 4,0              |
| Carbohidrats       | 4,0              |

Així, una dieta diària que aporti un total de 100,6 g de proteïnes, 93,0 g de greix i 215,5 g de carbohidrats, proporcionarà una energia d'aproximadament 2.101 kcal.
Pel que fa a aliments, en la taula següent es recullen alguns factors d'Atwater que permeten estimar l'energia que aportarien després de la seva metabolització:
| aliment       | Proteïna (kcal/g) | Greix (kcal/g) | Carbohidrat (kcal/g) |
| ------------- | ----------------- | -------------- | -------------------- |
| Ou            | 4,36              | 9,02           | 3,68                 |
| Carn / peix   | 4,27              | 9,02           | *                    |
| Llet / lactis | 4,27              | 8,79           | 3,87                 |
| Fruita        | 3,36              | 8,37           | 3,60                 |
| Arròs         | 3,82              | 8,37           | 4,12                 |
| Soja          | 3,47              | 8,37           | 4,07                 |

També es pot conèixer l'energia que aportarien els aliments a través d'un dispositiu anomenat "bomba calorimètrica". Amb aquest sistema es calculen els valors d'energia que habitualment es recullen en la majoria de les taules de composició d'aliments. A la taula següent es reflecteixen alguns exemples: 
| Producte                                  | Energia (kcal) |
| ----------------------------------------- | -------------- |
| Llet sencera (un got)                     | 156            |
| Iogurt sencer (125 g)                     | 69             |
| Poma (una peça mitjana)                   | 77             |
| Tassa de te amb dos culleradetes de sucre | 67             |

## Teràpia
És necessari tractar adequadament les malalties subjacents, si existeixen. A partir d'aquí depèn de buscar l'equilibri, mitjançant ajustaments en la dieta. La dieta ha de ser adequada a l'activitat realitzada, per això una dieta molt intensiva en persones molt actives és contraproduent. Ha de tendir a realitzar dietes més suaus i mantingudes. Un cop assolit el pes ideal, la millor teràpia és mantenir-se amb un programa adequat d'exercicis i alimentació que sobretot permetin no tornar a recuperar el greix i el pes perdut.
El principal tractament per l'obesitat, és reduir el greix corporal menjant menys calories i fent més exercici. L'efecte col·lateral beneficiós de l'exercici és que incrementa la força dels músculs, els tendons i els lligaments, la qual cosa ajuda a prevenir ferides provinents d'accidents i d'activitats físiques. Els programes de dieta i exercicis produeixen una pèrdua de pes mitjana d'aproximadament 8% del total de la massa corporal (excloent els subjectes que abandonen el programa). No tots els que fan dieta estan satisfets amb aquests resultats, però una pèrdua de massa corporal tan petita com 5% pot representar grans beneficis per a la salut.
Molt més difícil que reduir el greix corporal és tractar de no recuperar-lo. Entre un 80 a 90% d'aquells que redueixen un 10% o més de la seva massa corporal a través de la dieta, tornen a guanyar tot el pes entre dos i cinc anys. L'organisme té sistemes que mantenen la seva homeostasi a cert nivell, incloent-hi el pes corporal. Per tant, mantenir el pes perdut generalment requereix que el fer exercici i menjar adequadament sigui una part permanent de l'estil de vida de les persones. Certs nutrients, com la fenilalanina, són supressors naturals de la gana la qual cosa permet mantenir el nivell establert del pes corporal.

### Protocols clínics
En una guia de pràctica clínica del col·legi americà de metges, apareixen les següents cinc recomanacions:
1. Les persones amb un índex de massa corporal per sobre de 30 haurien de rebre consell sobre dieta, exercici i altres factors rellevants del comportament i establir una fita realista per a la pèrdua de pes.
2. Si aquesta meta no és aconseguida, la farmacoteràpia ha de formar part de l'oferta. En aquest cas, els pacients han de ser informats de la possibilitat dels efectes secundaris i de l'absència d'informació sobre la seguretat i eficàcia a llarg termini.
3. L'únic fàrmac admés actualment és l'orlistat. Altres fàrmacs NO específics són fentermina, dietilpropiona, fluoxetina, sertralina, bupropion, topiramat o zonisamida.
4. En pacients amb IMC major de 40 sense capacitat per a assolir la seva meta de pèrdua de pes (amb medicació o sense) i els qui desenvolupen complicacions relacionades amb l'obesitat, pot estar indicada la cirurgia bariàtrica. Els pacients han de ser advertits de les complicacions potencials.
5. Aquells que requereixin cirurgia bariàtrica hauran de fer-ho en centres de referència especialitzats, car com suggereix l'experiència els cirurgians que realitzen freqüentment aquests procediments tenen menys complicacions.

Una guia per a la pràctica clínica de la US Preventive Services Task Force (USPSTF), va concloure que la mera observació és insuficient per recomanar a favor o en contra sobre una dieta saludable en pacients sense ser tractats en una àrea d'atenció primària, però les dietes intensives estan recomanades en aquells pacients amb hiperlipidèmia i altres factors de risc coneguts de les malalties cardiovasculars i malalties cròniques relacionades. L'assessorament pot ser portat a terme per metges d'atenció primària o per altres especialistes com ara dietistes-nutricionistes.

### Exercici
L'exercici requereix energia (calories). Les calories són emmagatzemades en el greix corporal. L'organisme consumeix les seves reserves de greix a fi de proveir energia durant l'exercici aeròbic prolongat. Els músculs més grans en l'organisme són els músculs de les cames i naturalment aquests cremen la majoria de les calories, la qual cosa fa que el caminar, córrer i anar en bicicleta estiguin entre les formes més efectives d'exercici per reduir el greix corporal.
Una metanàlisi d'assaigs aleatoris controlats realitzat per la Cochrane Collaboration, va trobar que "l'exercici combinat amb dieta resulta en una major reducció de pes que la dieta sola".

### Dieta
En general, el tractament dietètic de l'obesitat es basa a reduir la ingesta d'aliments. S'han proposat diversos mètodes dietètics, alguns dels quals s'han comparat mitjançant assaigs aleatoris controlats: 
Un estudi en el qual es van comparar durant 6 mesos les dietes Atkins, Zone diet, Weight watchers i la dieta Ornish varen donar els següents resultats:
- Les quatre dietes van generar una pèrdua de pes modesta, però estadísticament significativa, en el transcurs de 6 mesos.
- Encara que la dieta Atkins genera les grans pèrdues de pes en les 4 primeres setmanes, les pèrdua de pes en finalitzar l'estudi van ser similar en totes les dietes observades.
- La major taxa d'abandonament dels grups que realitzant les dietes Atkins i Ornish, suggereix que molts individus troben que aquestes dietes són massa difícils de seguir.

S'ha vist que el wakame millora la resistència a la insulina, disminueix els nivells de glucosa i crema el teixit gras, per tant, pot actuar contra l'obesitat. Això es deu al fet que conté fucoxantina que indueix la producció de la proteïna de desacoblament 1 (UCP1) als mitocondris del teixit adipós blanc abdominal que dona lloc a l'oxidació d'àcids grassos, la producció de calor en el teixit i, per tant, el crema.

#### Baixes en carbohidrat vs baixes en greixos
Molts estudis s'han enfocat en dietes que redueixen les calories via dietes baixes en carbohidrats (la dieta Atkins, Zone diet) vs. dietes baixes en greixos (dieta LEARN, dieta Ornish). El Nurses Health Study, un estudi observacional de grups controlats, va trobar que les dietes baixa en carbohidrats basades en fonts vegetals baixes en proteïna estan associades amb menys coronariopaties.
Una metanàlisi d'estudis aleatoris controlats per la Cochrane Collaboration realitzat el 2002 va concloure que les dietes en què es restringeixen els greixos no són millors que les dietes en les que es restringeixen les calories, en arribar a una pèrdua de pes a llarg termini en persones amb sobrepès o obesitat.
Un metanàlisi més recent que va incloure estudis controlats publicats després de la revisió Cochrane, va trobar que "les dietes baixes en carbohidrats, en les quals no es restringeix l'energia semblen ser almenys tan efectives com les dietes baixes en greix amb restricció de l'energia i una pèrdua de pes per un any. No obstant això, canvis potencialment favorables en els nivells de triglicèrids i de colesterol HDL han de ser sopesats contra canvis potencialment desfavorables en el nivell de colesterol LDL, quan s'usen dietes baixes en carbohidrats per induir una pèrdua de pes".
Recents estudis aleatoris controlats, fent una comparació de les dietes Atkins, Zone diet, dieta Ornish i dieta LEARN en dones premenopàusiques, va trobar com a més beneficiosa la dieta Atkins.
L'elecció de la dieta per a una persona específica ha d'estar ajustada mesurant la secreció individual d'insulina: En adults joves "Reduir la càrrega glicèmica pot no ser especialment important per assolir la pèrdua de pes entre individus amb una alta secreció d'insulina". Això és coherent amb estudis previs de pacients diabètics en els quals dietes baixes en carbohidrats van ser més beneficioses.

#### Índex glicèmic baix
"El factor de l'índex glicèmic és una classificació dels aliments rics en carbohidrats basada en el seu efecte total sobre els nivells plasmàtics de glucosa. Aliments amb un índex glucèmic baix, com les llenties, proveeixen una font de glucosa més constant i lenta al torrent sanguini, per tant estimulant l'alliberament de menys insulina que els aliments amb índex glicèmic alt, com el pa blanc ".
La càrrega glucèmica és "el producte matemàtic de l'índex glicèmic i de la quantitat de carbohidrats".
En un estudi aleatori controlat, que va comparar quatre dietes que variaven en la quantitat de carbohidrats i l'índex glicèmic, es varen obtenir resultats complicats:
- Dieta 1 i 2 van ser altes en carbohidrats (55% del total del consum d'energia) 
  - Dieta 1 va ser d'alt índex glicèmic
  - Dieta 2 va ser de baix Índex glicèmic
- Dieta 3 i 4 van ser altes en proteïnes (25% del total del consum en energia) 
  - Dieta 3 va ser d'alt índex glicèmic
  - Dieta 4 va ser de baix Índex glicèmic

En les dietes 2 i 3 van perdre la major quantitat de pes i greixos; però, les lipoproteïnes de baixa densitat van caure en la dieta dos i van augmentar en la dieta tres. Per tant, els autors van concloure que les dietes altes en carbohidrats de baix índex glicèmic van ser les més favorables.
Una metanàlisi realitzada per Cochrane Collaboration va concloure que les dietes de baix índex glicèmic o baixes càrregues condueixen a més pèrdua de pes i millor perfil lipídic. Tanmateix, les dietes d'índex glicèmic baix i càrrega i clínica baixa van ser agrupades juntes i no es va tractar de separar l'efecte de la càrrega versus l'índex.

### Control de porcions al plat
Un plat amb forma que aparente més capacitat quantitativa de la que realment fa que el menjar autoservit es reduïsca, segons un estudi fet amb 110 estudiants.

### Medicació
La medicació més comunament prescrita per l'obesitat resistent a l'exercici / dieta és l'orlistat (Xenical, el qual redueix la sessió intestinal de greixos inhibint la lipasa pancreàtica), la pèrdua de pes és modesta i a llarg termini la pèrdua és d'uns 2,9 kg, i porta a una reducció en la incidència de diabetis, així com algun efecte sobre les lipoproteïnes (diferents formes de colesterol).
Han estat retirats del mercat: el rimonabant i la sibutramina (Reductil, un anorexigen).
Tanmateix, hi ha poca informació sobre les complicacions a llarg termini de l'obesitat, com ara els infarts. Tots els medicaments tenen efectes secundaris i contraindicacions potencials. Comunament les drogues per pèrdua de pes s'usen per un període (per exemple tres mesos) i se s'abandoni o es canvien per una altra gent si el benefici no ha estat obtingut, tal com una pèrdua de pes menor de 5% del total del pes corporal.
Una metaanàlisi d'estudis controlats l'atzar realitzat per la Cochrane Collaboration, va concloure que en pacients diabètics la fluoxetina, l'orlistat i la sibutramina, podrien aconseguir una significativa, encara que modesta, pèrdua de pes entre 12-57 setmanes, amb beneficis a llarg termini sobre la salut no molt clars.
L'obesitat també pot influir sobre l'elecció dels medicaments per al tractament de la diabetis. La metformina pot conduir a una lleu reducció de pes (en oposició a les sulfonilurees i la insulina) i ha estat demostrat que redueix el risc de malaltia cardiovascular en els diabètics tipus dos obesos. Les tiazolidinediones, poden causar un lleuger guany de pes, però disminueixen el "patològic" greix abdominal i poden per tant ser usades en diabètics amb obesitat central.

### Cirurgia bariàtrica
La cirurgia bariàtrica (o "cirurgia per pèrdua de pes") és la intervenció quirúrgica utilitzada en el tractament de l'obesitat. Com tota intervenció quirúrgica pot conduir a complicacions, per la qual cosa ha de ser considerada com l'últim recurs quan la modificació dietètica i el tractament farmacològic no han estat reeixits. La cirurgia bariàtrica depèn de diversos principis, la proposta més comuna és la reducció de volum de l'estómac, produint una sensació de sacietat primerenca (amb una cinta gàstrica ajustable) mentre altres també redueixen la longitud de l'intestí amb la que el menjar en contacte, reduint directament l'absorció (derivació gàstrica). La cirurgia en la que es fa servir la cinta o banda és reversible mentre que les operacions en què s'escurça l'intestí no ho són. Alguns procediments poden ser realitzats laparoscòpicament. Les complicacions de la cirurgia bariàtrica són freqüents.
Dos grans estudis han demostrat una relació mortalitat / benefici a partir de la cirurgia bariàtrica. Una marcada disminució en el risc de patir diabetis mellitus, malaltia cardiovascular i càncer. La pèrdua de pes és marcada en els primers mesos després de la cirurgia, i el benefici es va mantenint a llarg termini. En un dels estudis hi va haver un increment inexplicable en les morts per accidents i suïcidis que no va pesar més que el benefici en termes de prevenció de malaltia. La cirurgia derivació gàstrica va ser aproximadament dues vegades més efectiva del procediment de la banda gàstrica.

### Consell
Uns estudis a l'atzar controlats va concloure que "comparant amb el tractament usual, el consell dietètic produeix una modesta pèrdua de pes que disminueix amb el temps".

## Obesitat infantil
S'ha d'adaptar la dieta a l'edat del nen a través d'un professional en la matèria. Cal tenir en compte que l'exercici físic ha de ser diari, regular i de tipus aeròbic i el pacient s'ha d'acostumar a incorporar-lo a la seva vida, com a part de l'activitat diària. Cal que els pares limitin tot el possible el temps dels fills davant del televisor, l'ordinador, els videojocs i altres activitats sedentàries, cal motivar-los i acostumar-los a la pràctica de l'exercici físic.
La dieta del nen obès ha de ser equilibrada en principis immediats. L'aportació proteica ha de ser l'adequada per a mantenir el desenvolupament muscular, moderar la ingesta d'hidrats de carboni i limitar força els greixos, amb l'eliminació dels aliments rics en colesterol i àcids grassos saturats. Cal insistir en la importància dels cereals, la fruita i la verdura com a part de l'alimentació diària i en la necessitat de restringir la sal, els fregits i els arrebossats, les begudes edulcorades, la brioxeria i tota mena de llepolies.
En iniciar una dieta, aquesta tindrà una restricció calòrica lleu que s'eliminarà poc després, de manera lenta i controlada per no alterar el creixement infantil. El retorn a l'alimentació normal, que sempre ha de ser sana i equilibrada, es realitza normalment al llarg d'un període que sol durar diversos mesos.
La prevenció de l'obesitat infantil s'ha de fer ja des del moment de la gestació, procurant que la mare no agafi més de 10-12 kg durant l'embaràs. També és molt important el foment de la lactància materna com l'aliment més sa i equilibrat per al nadó.
Posteriorment, des que el nen inicia l'alimentació complementària i en les etapes posteriors de la infància i l'adolescència, és fonamental tenir cura de l'alimentació perquè sigui correcta. És molt important educar els nens en conceptes de dieta bona i sana i acostumar-los a un règim dietètic adequat com a part d'uns hàbits de vida saludables.
Així mateix, és de vital interès el foment de l'exercici físic des d'edats primerenques de la vida i evitar el sedentarisme tant com es pugui.
L'èxit d'un desenvolupament psicològic normal i harmònic del nen des de les primeres etapes també tindrà una gran importància com a suport a la resta dels aspectes que intervenen en el desenvolupament correcte del cos del nostre pacient.

## Conseqüències no mèdiques
A més de l'increment en malaltia i mortalitat existeixen altres implicacions per a l'actual tendència mundial a l'obesitat. Entre aquestes estan: 
- Un increment en la pressió sobre els ingressos de les aerolínies (o increment en les tarifes) a causa de la pressió exercida per aconseguir un increment en l'amplada dels seients en els avions comercials i a causa del major cost del combustible: el 2000, el pes addicional dels passatgers obesos li va costar a les aerolínies i els consumidors 275.000.000 de dòlars americans.[61]
- Un increment en els litigis per persones obeses demandant restaurants (per causar obesitat)[62] i aerolínies (sobre l'amplada dels seients).[63] El decret sobre la Responsabilitat Personal al Consum d'Aliments de 2005, va ser motivat per una necessitat per a reduir el nombre de litigis a partir d'activistes obessos.
- Un considerable cost social i econòmic amb costos mèdics atribuïbles a l'obesitat augmentant fins a 78,5 bilions de dòlars o 9,1% de tota la despesa mèdica dels Estats Units en el 1988.[64][65]
- Una disminució en la productivitat dels treballadors mesurada per l'ús de permisos per discapacitat i absentisme en el treball.[66]
- Un estudi que va examinar els empleats de la Universitat de Duke va trobar que aquells amb un IMC major de 40 van presentar reclamacions, dues vegades més que els treballadors amb el IMC entre 18,5 i 24,9 i varen perdre dies de treball més de 12 vegades que altres treballadors. La ferida més comuna és deguda a caigudes a terra, que afecten les extremitats inferiors, les mans, els canells i l'esquena.[67]

## Obesitat i autoestima
La inseguretat (baixa autoconfiança) i a la baixa autoestima estan lligades amb el perfeccionisme, l'autoestima està lligada amb el que s'és, amb la mateixa essència de la persona. Una de les principals causes de baixa autoestima, fins al punt de ser autodestructiva, és una excessiva diferència entre el que una persona accepta que és i l'ideal imposat pels seus pares i la societat (els "hauries de..."). Els ideals imposats inclouen aptituds psicològiques i aparença física. Sovint són inconscients i força homes i dones s'autodefensen amb addiccions (droga, menjar, córrer, informació, videojocs, feina o el que sigui per a no pensar) per a evitar la consciència del fracàs. L'obesitat és un exemple d'alteració addictiva de la conducta alimentària a causa d'una autoestima ferida que es poden entendre com a comportament addictiu resultat dels efectes de la persecució inútil de metes inassolibles. Per a les persones obeses, el fet d'aplacar la dolor crònica d'una gana real o imaginària és una forma compulsiva d'omplir un buit interior i de satisfer mancances afectives, que poden ser conscients o no, i de calmar l'ansietat, la solitud o la tristesa.